# Eugène Laermans
Eugène Laermans est un peintre de scènes de genre et d'histoire, aquafortiste et dessinateur belge né le 22 octobre 1864 à Molenbeek-Saint-Jean et mort le 22 février 1940 à Bruxelles. 

## Biographie
Eugène Laermans naît le 22 octobre 1864 à Molenbeek-Saint-Jean, dans une famille bourgeoise qui vivait dans une commune en voie d'industrialisation. Une méningite le prive à onze ans de l'ouïe et presque de la parole : le monde ne s'offre plus pour lui que par les yeux, ce qui déclenche sa vocation de peintre.
Après une première formation à l'école de dessin de Molenbeek-Saint-Jean (1876-1882), il étudie de 1887 à 1889 à l'Académie royale des beaux-arts de Bruxelles où professe Jean-François Portaels.
Dès 1891, il expose aux cercles Voorwaarts et Pour l'Art. L'année 1894 marque ses débuts aux Salons de la Libre Esthétique. Jusqu'en 1900, il fréquente l'académie libre de La Patte de Dindon. C'est un excentrique pour les connaisseurs d'art, son art engagé tranche avec l'esthétisation de l'art de la Belle Epoque. Il participe à de nombreuses expositions nationales et internationales dont celles de la Sécession viennoise de 1898 et 1899. En 1905, il devient membre du cercle anversois L'Art Contemporain (Kunst van Heden).
À nouveau surpris par la maladie en 1909, menacé de cécité, il est opéré avec succès en 1910 par le duc Charles-Théodore en Bavière, père de la reine Élisabeth, et ophtalmologue de renom.
Il est décoré Officier de l'ordre de Léopold le 10 mai 1910.
Il ne se remet à peindre qu'en 1912 sans entreprendre de nouvelles recherches. Il est nommé Commandeur de l'ordre de la Couronne (Belgique) le 6 décembre 1919 et couronnement de son succès, il devient membre de l'Académie royale de Belgique en 1922. Deux grandes rétrospectives ont lieu de son vivant : en 1899 à la Maison d'Art à Bruxelles et en 1924 à la galerie Giroux.
En 1924, atteint de cécité, il cesse définitivement de peindre. Il dira : « Moi, je suis moralement mort depuis longtemps. Je ne suis plus Laermans, je ne sais plus produire ». Une grande rétrospective lui est consacrée à la galerie Giroux à Bruxelles en 1925 et il est élu la même année membre de l'Académie royale de Belgique.
Le roi Albert Ier le nomme baron ; sa devise sera « Heureux qui sait voir ». Après 13 années passées dans l'obscurité et l'inaction, il meurt le 22 février 1940.
Décorations
 Officier de l'ordre de Léopold le 10 mai 1910
 Commandeur de l'ordre de la Couronne le 6 décembre 1919

## Œuvre
La représentation de la pauvreté était devenue thématique, dans les milieux artistiques de la seconde moitié du XIXe siècle. Avec nombre d'autres artistes belges, il cherche à intégrer l'aspect social dans l'art. Il est, avec Constantin Meunier, parmi les précurseurs de l'expressionnisme flamand.
L’artiste puise ses sujets dans le monde ouvrier et paysan qu’il dépeint avec un sens souvent pathétique et pessimiste. C’est le chantre de la vie des humbles. Dès le début de sa carrière artistique il emploie dans son oeuvre comme modèles des ouvriers et des paysans qu’il rencontre en sortant de chez lui à Molenbeek qui est, à l’époque, une banlieue ouvrière de Bruxelles. Une de ses caractéristiques consiste en la déformation de ses personnages, l’accentuation du trait qui, au fil de ses œuvres, ira vers toujours vers plus de simplification.
Dans un style d'abord réaliste dans la lignée de Charles de Groux, il peint des scènes de la vie populaire (Le vieux jardinier, 1890, Bruxelles, M.R.B.A.B.) ou d'inspiration nettement littéraire. 
C'est un homme de son époque, soucieux de littérature, épris de modernité, attentif aux innovations. Au début des années 1890, il s'épanouit dans une voie expressive et peint une paysannerie inquiétante et caricaturale — dirent les critiques de l'époque — en s'inspirant de son environnement.
Il puise ses sujets dans le monde ouvrier et paysan qu'il dépeint avec un sens souvent pathétique et pessimiste. S'il passe dès lors pour un défenseur des problèmes sociaux de son époque, il s'agit essentiellement pour lui d'exprimer la condition humaine telle qu'il la ressent et telle qu'elle s'offre comme support de son propre langage plastique. Sa préoccupation sociale a même été rejetée comme simpliste.
Il bénéficie des influences de Félicien Rops et, en littérature, de celle de Baudelaire. Son inspiration décadentiste le pousse à illustrer Les Fleurs du mal (le triptyque Perversité). 
Au cours de sa carrière, il donne à son œuvre plus d'ampleur en la débarrassant de tout caractère anecdotique et en accordant une importance plus grande aux valeurs purement esthétiques de l'image : dépouillement du décor, stylisation poussée des personnages aux silhouettes à la Bruegel, rythme sobre de la composition, obtenu notamment par des coloris froids distribués en larges plans contrastés (importance du blanc). Artiste engagé, il peint les pauvres, paysans misérables, émigrants, grévistes, mendiants, exilés, dans les faubourgs des villes : Un soir de grève ou le Drapeau rouge de 1893.

Peintures représentant la Grève de 1893
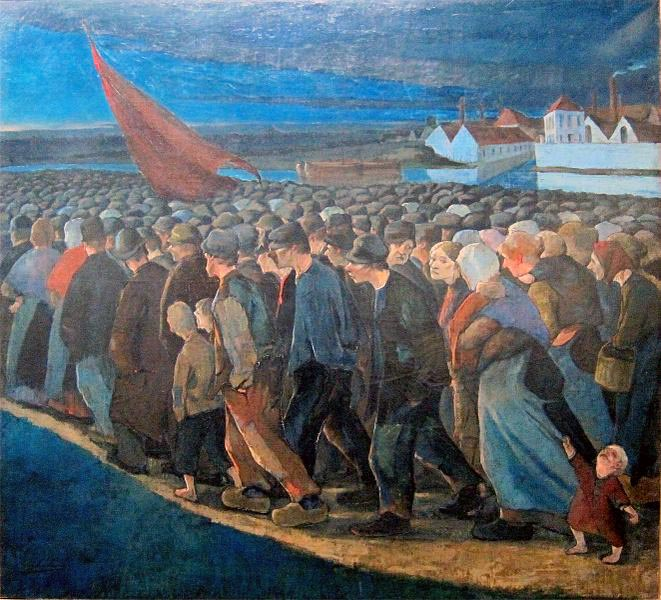
Un Soir de Grève (1893)
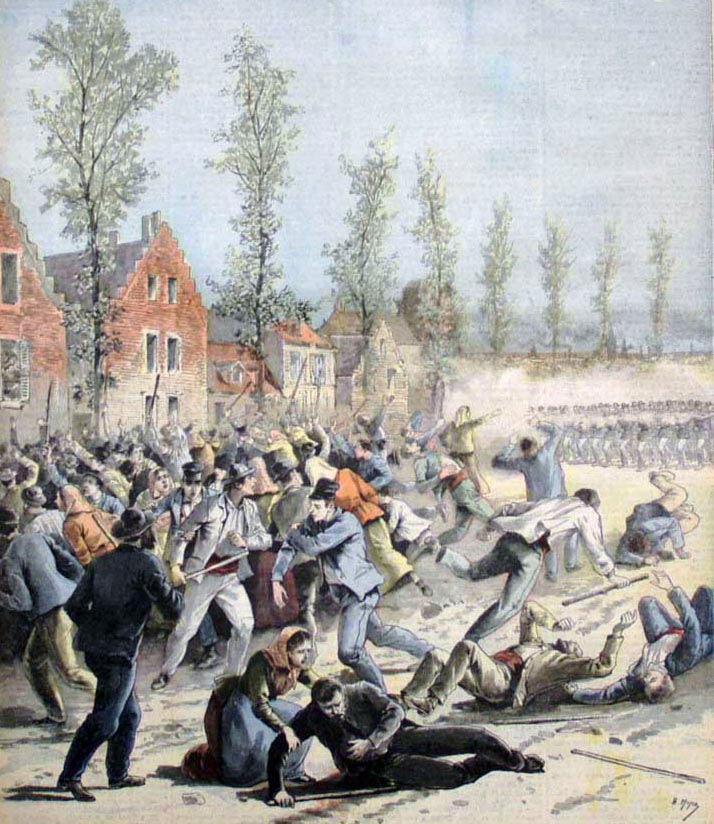
Émeutes à Mons (mai 1893) Le petit journal (Paris)

En 1896, il illustre La Nouvelle Carthage de Georges Eekhoud, et plus précisément le chapitre Les Émigrants, qui lui inspire une œuvre puissante, un triptyque qu'il considéra comme son chef-d'œuvre.  Les Émigrants, triptyque de 1896 est représentatif de sa révolte sociale devant la misère du prolétariat. Il illustre en particulier la crise du secteur agricole qui a commencé à la fin des années 1870 et atteint son apogée entre 1885 et 1895 en provoquant un important phénomène de migration (notamment vers les États-Unis) en décrivant la situation sociale de ces petits paysans et ouvriers agricoles, essentiellement flamands, dont la situation est devenue plus que misérable.

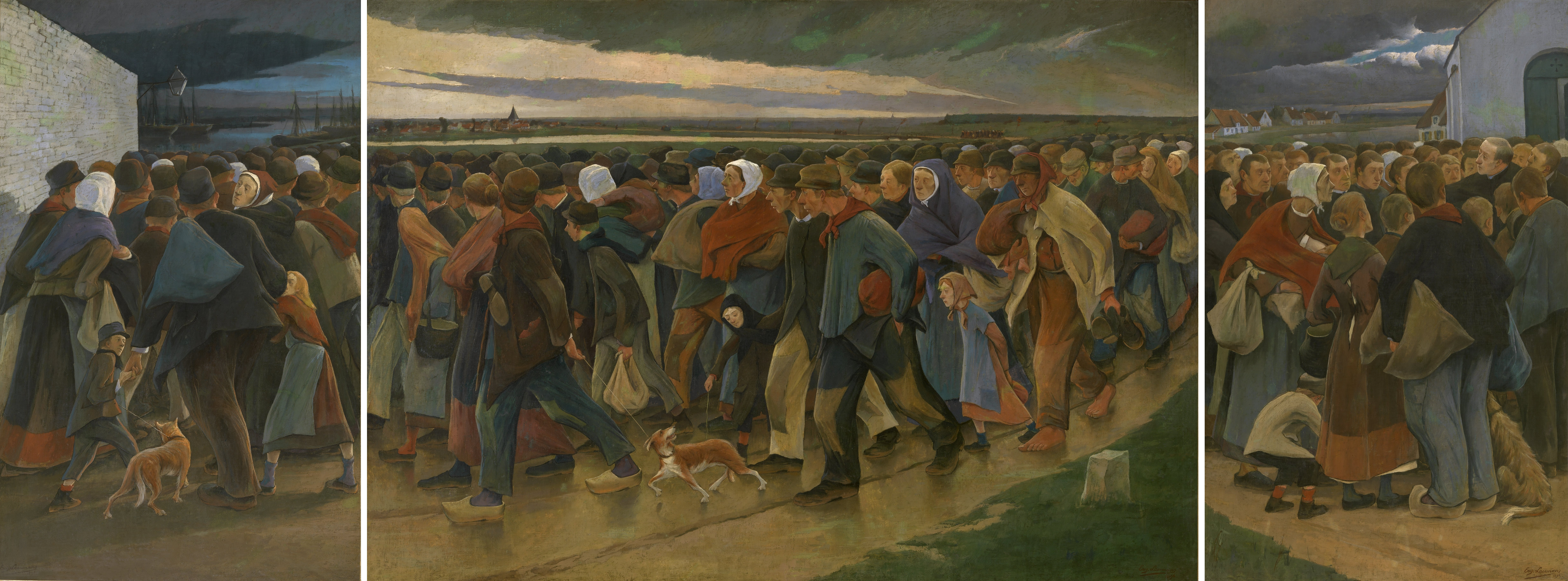
Les Émigrants (1896) musée royal des Beaux-Arts d'Anvers.

Il peint ces foules sourdes et muettes qui semblent aller vers un lendemain qui sera le salut ou la mort, avec une amplitude de mouvement cinématographique, il met en scène son tableau. Les êtres en marche, sous des ciels de tempête, les traits de lumière vive, les eaux miroitantes, les maisons blanches et les palissades, sont des éléments récurrents dans sa peinture, que les hommes traversent. Dans ce pays industriel : le pays noir, où la condition de l'homme capte le regard du peintre, il témoigne des problèmes sociaux engendrés par le contexte social de son époque avec réalisme et conviction qui ne cache pas un certain idéalisme. Ses héros sont représentés seuls ou en groupes compacts, anonymes et silencieux, ou encore en famille, qu’il s’agisse d’une paysanne tenant la main de son enfant ou d’un couple de personnes âgées, le dos courbé, solidaires dans leurs épreuves. Les gestes sont marqués, les silhouettes, puissantes et les corps, lourds.
“L’ivrogne” (1898) est une œuvre sociale qui illustre le fléau de l’alcoolisme en plein hiver. Une famille nombreuse, occupe le premier plan. L’ivrogne, inconscient marche mécaniquement, soutenu par sa femme, longue et efflanquée, les paupières lasses et la résignation dans le regard tandis que leur petite fille, le visage vieilli, regarde ce triste spectacle. Derrière elle, sur l’autre rive, on aperçoit les cheminées d’une usine en activité. Le drame est dépeint sobrement, avec des tons de couleurs froides,. Pendant ses années d'étudiant, il a vu un mort être traîné le long du mur blanc brillant qui entourait la maison paroissiale de Wemmel. L'homme semblait s'être noyé. Cela lui fit une impression durable. Laermans associerait en permanence le mur blanc à la misère et au désastre. Il reviendra à plusieurs reprises dans ses toiles. Le mur est devenu une figure de style pour le désespoir et l'aliénation. Même d'autres peintres adoptèrent plus tard le mur de Wemmel.
Par de telles caractéristiques, son œuvre, nettement expressive, ouvre la voie à l'expressionnisme flamand Le Mort (1904, Bruxelles, M.R.B.A.B.). De 1900 à 1909, Laermans est à l'apogée de son talent. 

## Œuvres dans les collections publiques
Belgique
- Anvers, musée royal des Beaux-Arts :
  - L'Aveugle, 1898, huile sur toile, 134 × 174 cm, médaille d'argent à l'Exposition universelle de 1900 à Paris ;
  - Les Émigrants, 1896, triptyque, huile sur toile, 159 × 420 cm[15], panneau central : Dernier regard ; volet gauche : Vers le port ; volet droit : Adieux.
- Bruxelles :
  - Musée Charlier : La Promenade, 1907, huile sur toile, 130 × 170 cm.
  - musées royaux des Beaux-Arts de Belgique :
    - Le Mort,1904, huile sur toile, 121 × 175,5 cm ;
    - Le Repos sur la colline, 1923, huile sur toile, 150 × 200 cm ;
    - L'Hiver, 1905, huile sur toile, 70 × 140 cm.
- Musée des Beaux-Arts de Gand :
  - L'Orage, 1899, huile sur toile ;
  - Baigneuses, 1907, huile sur toile, 150 × 121 cm[16]
- Ixelles, Musée d'Ixelles : L'Enterrement, 1902, huile sur toile, 60 × 80 cm.
- Liège, musée d'Art moderne et d'Art contemporain : Les Intrus, 1903, huile sur toile, 151 × 200 cm.
- Mons, Beaux-Arts Mons : L'Eau songeuse, 1898, huile sur toile, 66 × 114 cm.

France
- Paris, musée d'Orsay : Fin d'automne ou l'Aveugle, 1899, huile sur toile, 121 × 150 cm[17].

Œuvres d'Eugène Laermans
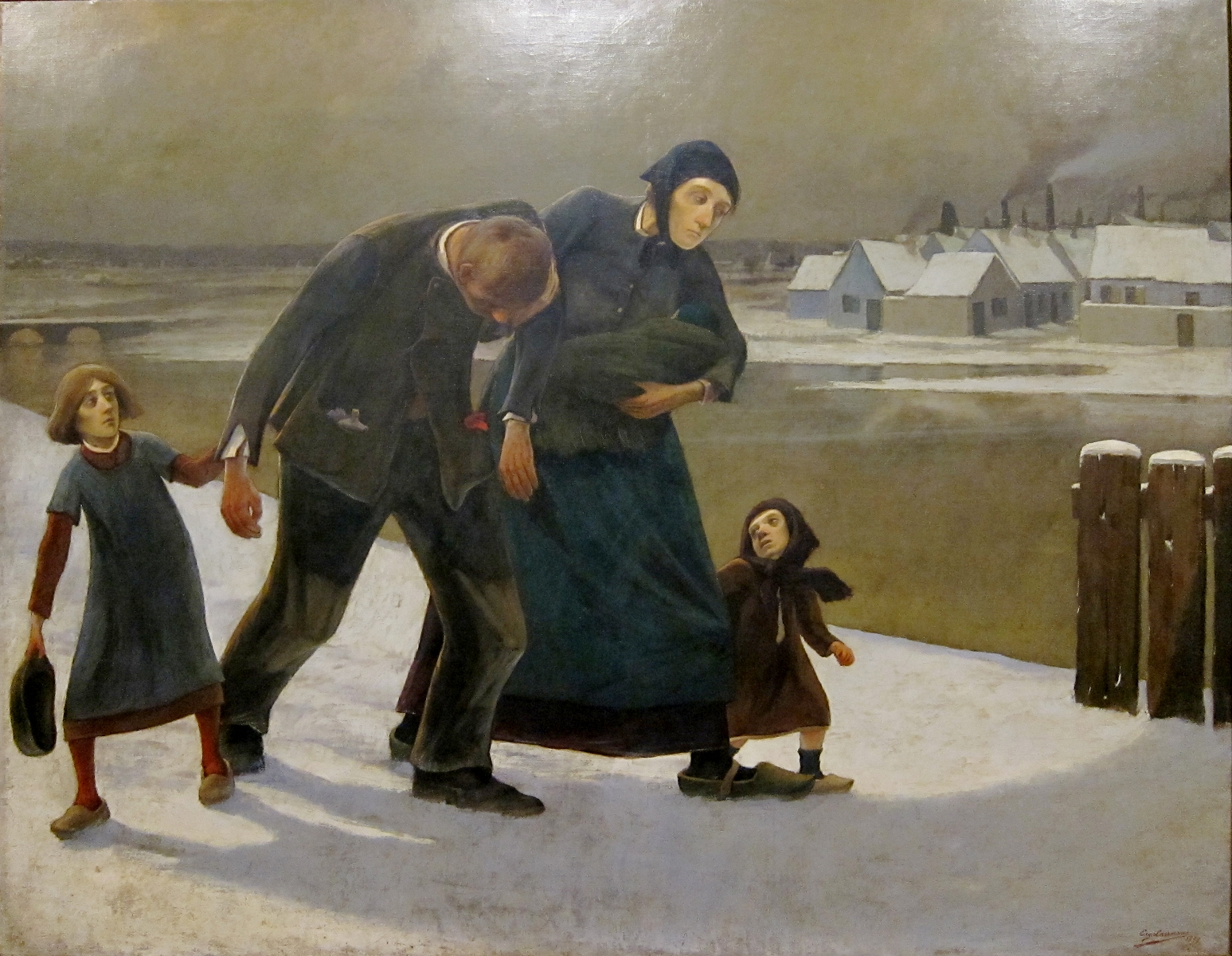
L'Ivrogne (1898), Bruxelles, musées royaux des Beaux-Arts de Belgique.
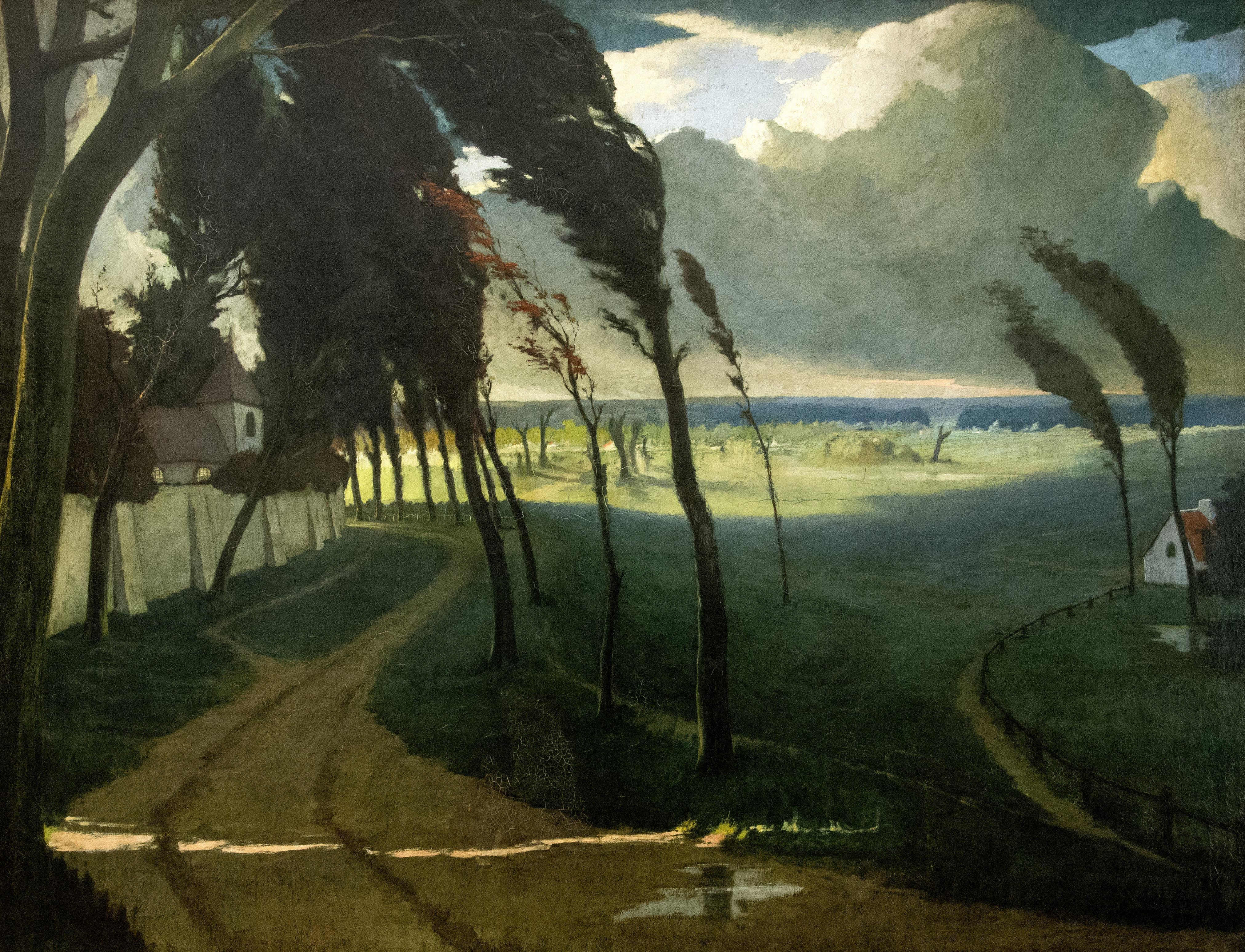
L'Orage (1899), musée des Beaux-Arts de Gand.
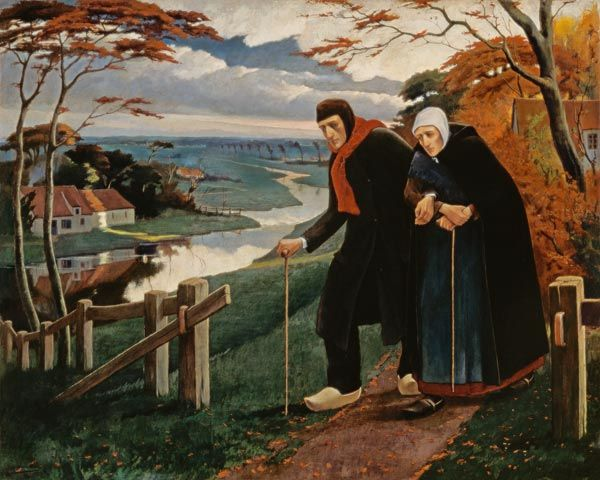
Fin d'automne ou l'Aveugle (1899), Paris, musée d'Orsay.
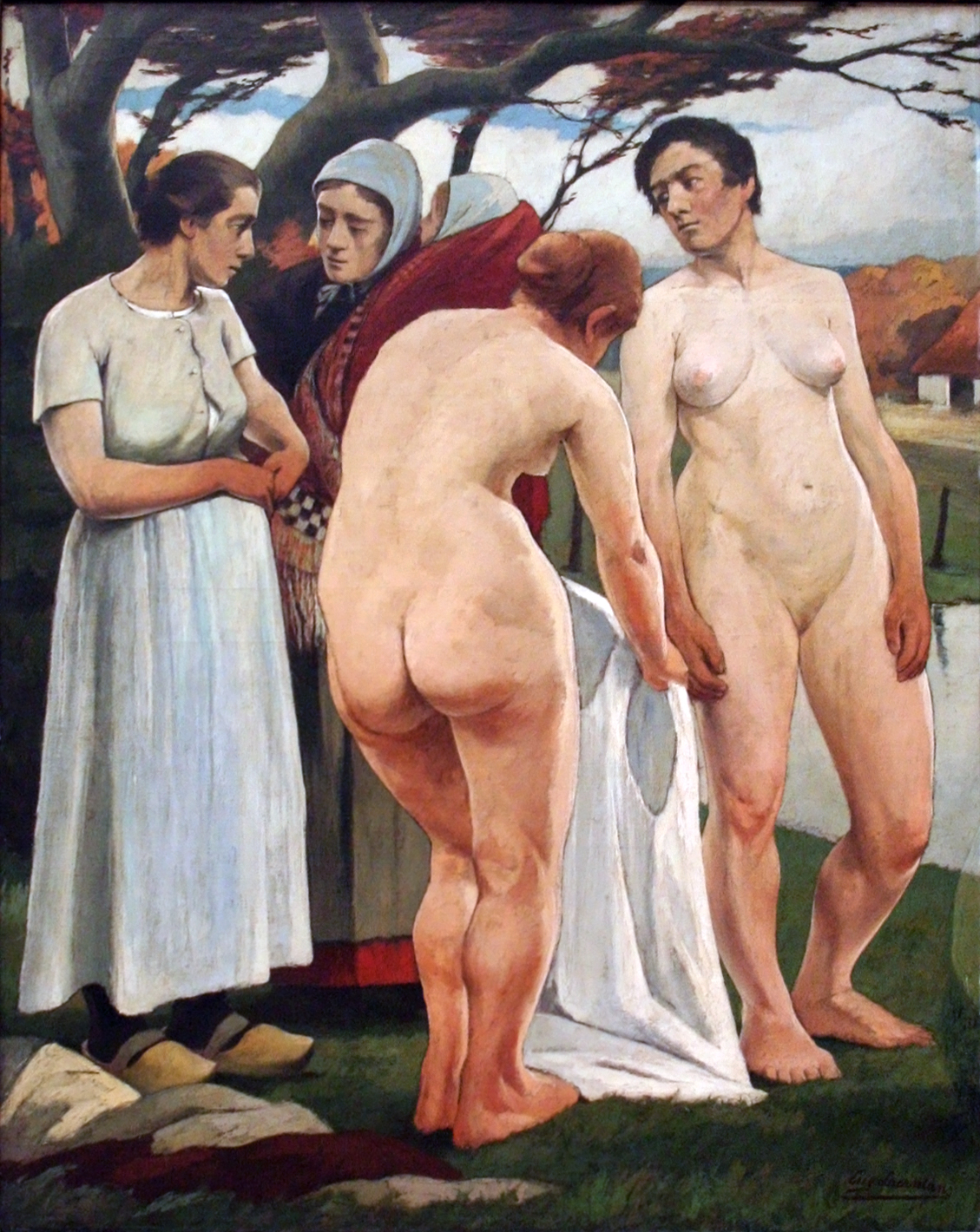
Baigneuses (1907), musée des Beaux-Arts de Gand.
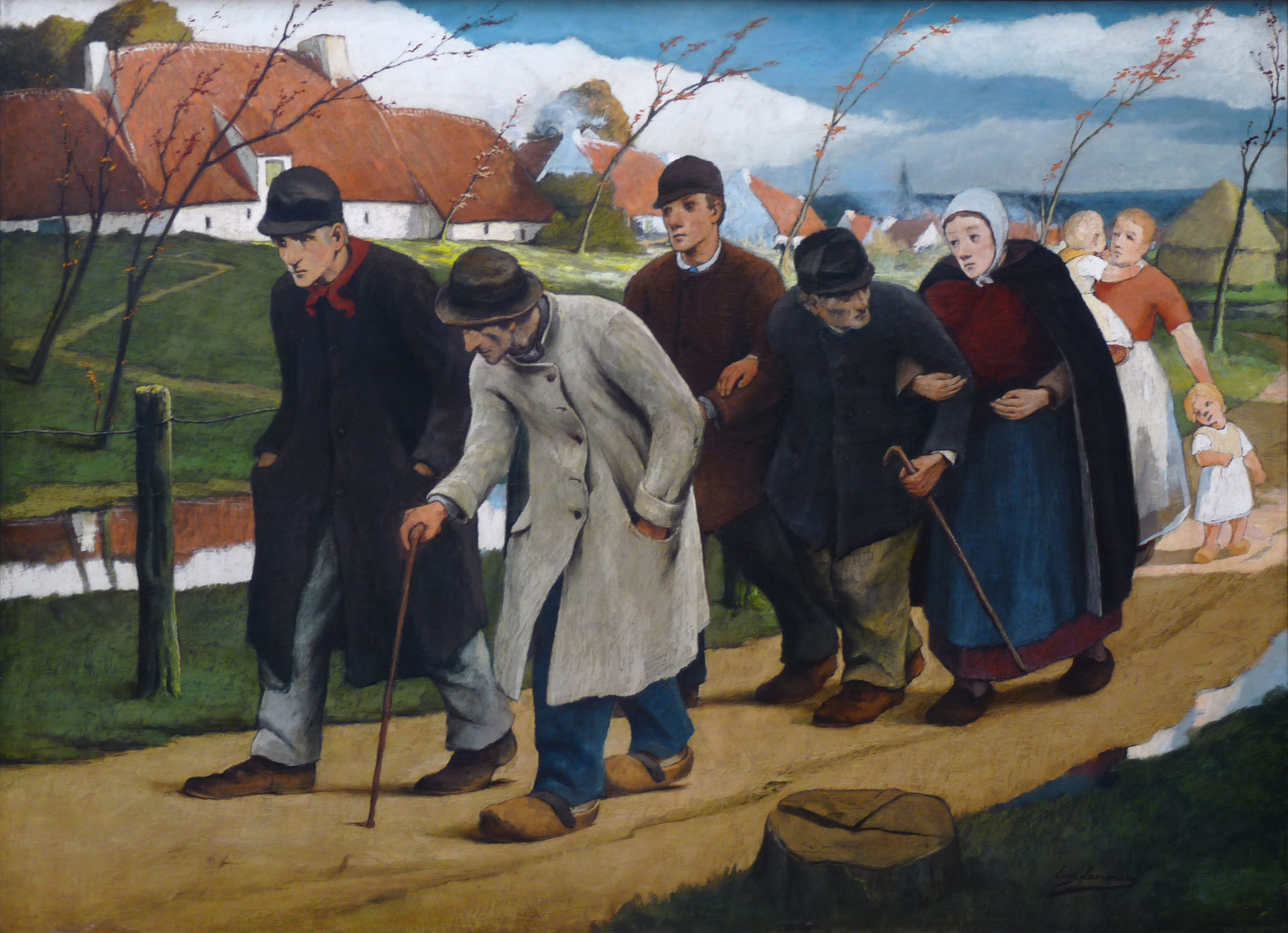
La Promenade (1907), Bruxelles, Musée Charlier.
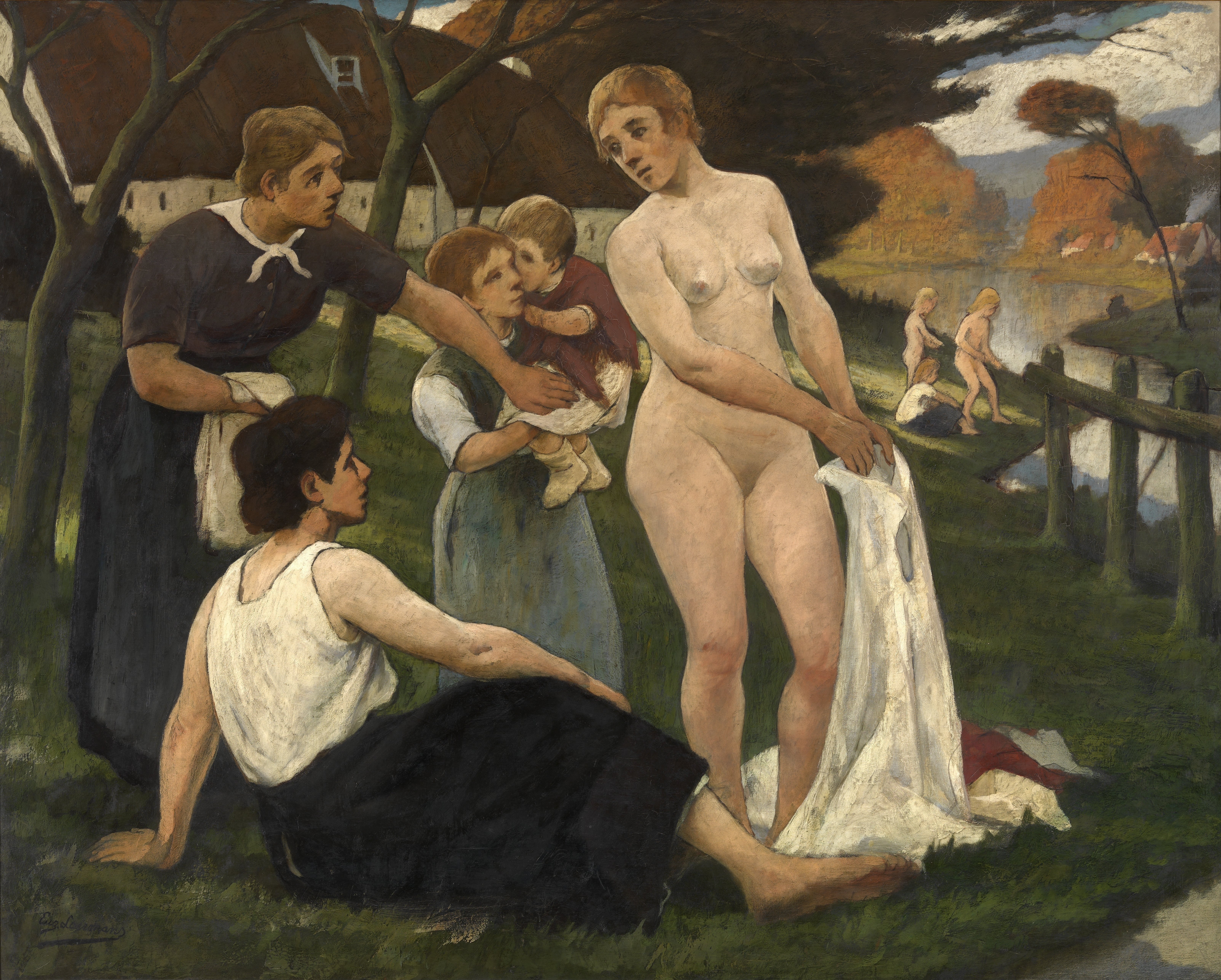
Oasis (1912), musée royal des Beaux-Arts d'Anvers.
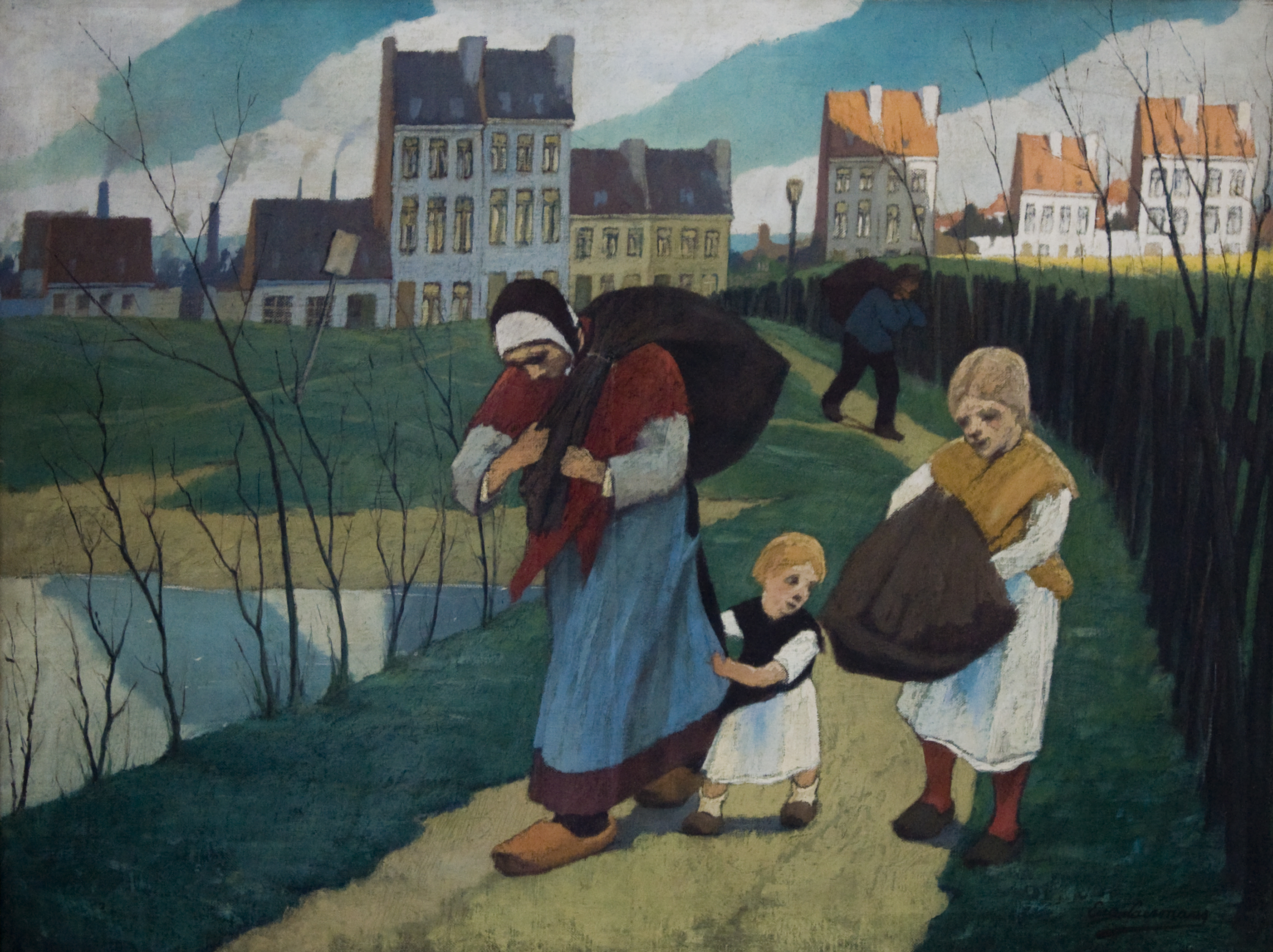
Les Chiffonniers (1914), DeurleMusée Dhondt-Dhaenens.

## Postérité
Laermans est connu, mais pas totalement reconnu dans l'histoire de l'art en Belgique. Par sa vie tragique, il fut considéré comme un solitaire se penchant sur le sort des humbles. C'est une des figures les plus marquantes de l'art belge de son temps. 
Depuis 1940,une rue porte son nom dans sa commune natale.
En 1995, une exposition au centre culturel Le Botanique à Bruxelles présente une partie de son œuvre au public.